# Camponotus compressiscapus
Camponotus compressiscapus é uma espécie de inseto do gênero Camponotus, pertencente à família Formicidae.